# Ceratostema macbrydiorum
Ceratostema macbrydiorum är en ljungväxtart som beskrevs av J. L. Luteyn. Ceratostema macbrydiorum ingår i släktet Ceratostema och familjen ljungväxter. Inga underarter finns listade i Catalogue of Life.